# Steyr AUG
Pour les articles homonymes, voir Steyr (entreprise) et AUG.
 (septembre 2018).

Steyr AUG A1 avec canon de 407 mm.

Steyr AUG A2.

Steyr AUG A3.

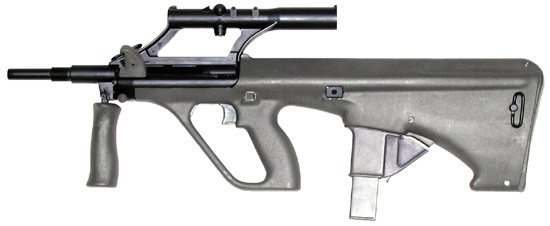
PM Steyr AUG 9 mm.

Le Steyr AUG (en allemand : « Armee Universal Gewehr », fusil militaire universel) est un fusil d'assaut autrichien de type bullpup de calibre 5,56 mm OTAN. Il peut basculer entre les modes de tir « coup-par-coup » et « rafale continue » de façon simple et rapide, ce qui est un avantage pour un fusil d'assaut. Le Steyr AUG est, avec le FAMAS français, l'un des premiers fusils d'assaut de type bullpup à avoir été massivement adopté par une force armée. Cette configuration lui permet de rester compact sans pour autant sacrifier la longueur du canon. La maniabilité et la précision restent optimales.
Le sélecteur de tir incorporé à la queue de détente est une autre particularité. Pour que l'utilisateur puisse tirer en mode automatique, il lui suffit d'appuyer plus fortement sur la détente. Ce principe permet d'être beaucoup plus rapide pour adapter l'usage de l'arme du mode semi-automatique en mode automatique.
Un dispositif analogue équipe le pistolet-mitrailleur Jati-Matic, ainsi que d'autres armes.

## Versions
- AUG A1 : nom donné en 1981 à la version militaire d'origine. Conçue vers 1974 et adoptée en 1978 par la Bundesheer sous la désignation de STG77. Teinte en vert. Viseur optique à grossissement fixe x1,5 fixé à demeure. Existe en version fusil (canon de 51 cm) ou carabine (canon de 40,6 cm). Fut proposé au début des années 1980 avec un canon de 36 cm. Poignée antérieure rabattable ;
- AUG A2 : Version avec poignée antérieure mais la visée x1,5 est remplacée par un rail Picatinny (Mil. Std. 1913) pour y fixer des accessoires ;
- AUG A3 : Version avec un arrêtoir de culasse et un rail Picatinny (Mil. Std. 1913) court incliné a 45°. Diverses versions existent:
- AUG A3 SF O avec une poignée rabattable et avec une lunette x3 munie de deux rails Picatinny.
- AUG A3 SF (ou AUG A3 commando) livrée avec une lunette 1,5 montée sur un rail Picatinny et elle-même munie d'un rail Picatinny. Cette version n'a pas sa poignée rabattable, qui est remplacée par une poignée courte placée sur un montage de deux rails Picatinny.
- AUG A3 CQC  (illustration), cette version est seulement un prototype testé sans poignée ni lunette mais équipé de quatre rails Picatinny. Cependant des prêts-à-monter sont disponibles pour convertir une AUG A3 en AUG A3 CQC.
- AUG Para ou SMG : Version pistolet-mitrailleur en calibre 9 mm Parabellum. Tire grâce à un système de culasse non calée. Adoptée par les forces de l'ordre autrichiennes (MPi88) et chiliennes. Il existe un prêt-à-monter (ensemble canon/culasse + chargeur) permettant de transformer rapidement et aisément un AUG A1 en AUG Para ;
- AuG P (en allemand : « Polizei », ou « Police ») : version de l'AUG A1 ne permettant pas pas de tirer en rafale. Teinte en noire. Destinée aux SWAT et unités analogues ;
- AUG HBar (HBar pour « Heavy barrel » en anglais, « canon lourd ») : Version à canon lourd et long (62 cm) munie d'un bipied. Sert de mitrailleuse légère d'appoint. Peu répandue ;
- AUG Sniper : AUG A2 munie d'un bipied léger et d'un canon de 60 cm.

## Versions civiles
À l'image de Colt avec son AR-15, Steyr-Mannlicher a créé des versions semi-automatiques de son fusil pour le tir sportif. Ces armes sont chambrées en .223 Remington ou .222 Remington (France) :
- AUG Z & AUG SA : modèles destinés au marché européen ;
- AUG USR : Modèle modifié pour les États-Unis. Celui-ci est peint en blanc et possède une poignée différente.

## Fabrication sous licence
Le FA autrichien est aussi fabriqué en Malaisie (par la firme SME Technologies entre 1991 et 2006) et en Australie depuis 1989. La firme australienne Australian Defence Industries produit ainsi l'AUGA1 en version fusil (Austeyr F88), carabine (F88S), avec rails à accessoires (F88A4) et avec un lance-grenades M203 (F88GLA).
Le Steyr AUG a également été produit par la firme américaine Microtech Small Arms Research sous la dénomination MSAR STG-556.
Cette fabrication a depuis été arrêtée.

## Conflits
Les Austeyr australiens et néo-zélandais ont connu le feu au Timor oriental (Mission intégrée des Nations unies au Timor-Leste), en Afghanistan et en Irak. Les Steyr AUG (versions A1 à A3) ont servi à l'occasion de la révolution tunisienne de 2010-2011 pour la protection des Tunisiens par l'armée nationale et lors de différents accrochages par la suite avec des groupes terroristes. Les soldats philippins emploient des AUGA1 contre les guérillas communistes ou islamistes. Les forces spéciales de la Gendarmerie algérienne (DSI) l'utilisent également dans leurs opérations contre les combattants d'Al-Qaïda au Maghreb. L'arme jouerait également un grand rôle dans la guerre civile yéménite, après que l'Arabie saoudite en a livré un grand nombre aux troupes combattant la rébellion houtiste. Malheureusement, nombre d'entre elles ont fini entre les mains du groupe terroriste Al-Qaïda dans la péninsule arabique (sigle AQPA). Les Steyr AUG (F88 Austeyr) fournis par l'Australie ont été utilisés par les troupes ukrainiennes lors de l'invasion de l'Ukraine par la Russie.

## Fiches techniques

### Fiche technique AUG A1 (version standard de l'armée autrichienne)
- Calibre : 5,56 x 45 mm OTAN
- Cadence de tir : 650 coups par minute
- Visée : lunette de tir 1,5x
- Portée efficace : 500 m
- Capacité du chargeur : 30 ou 42 cartouches
- Longueur
  - totale : 805 mm
  - canon : 508 mm
- Masse à vide : 3,583 kg
- Masse chargée : 4,091 kg (chargeur de 30 cartouches)

### Fiche technique AUG HBar
- Calibre : 5,56 x 45 mm
- Masse sans chargeur : 4 890 g
- Chargeur à 42 coups : 670 g
- Cadence de feu : 700 coups par minute
- La poignée de transport sert de lunette avec agrandissement x1.5
- Portée pratique : 500 m
- Vitesse initiale : 980 m/s
- Longueur : 915 mm

### Fiche technique AUG P
- Munition : 9 mm Parabellum (9 x 19 mm)
- Masse : 3,3 kg (arme vide)
- Longueur : 665 mm
- Canon : 420 mm
- Chargeurs : 25 ou 32 coups
- Portée maximale : 100 m
- Cadence de tir : 700 coups par minute

## Utilisateurs

### Utilisateurs des AUG A1/A2/A3

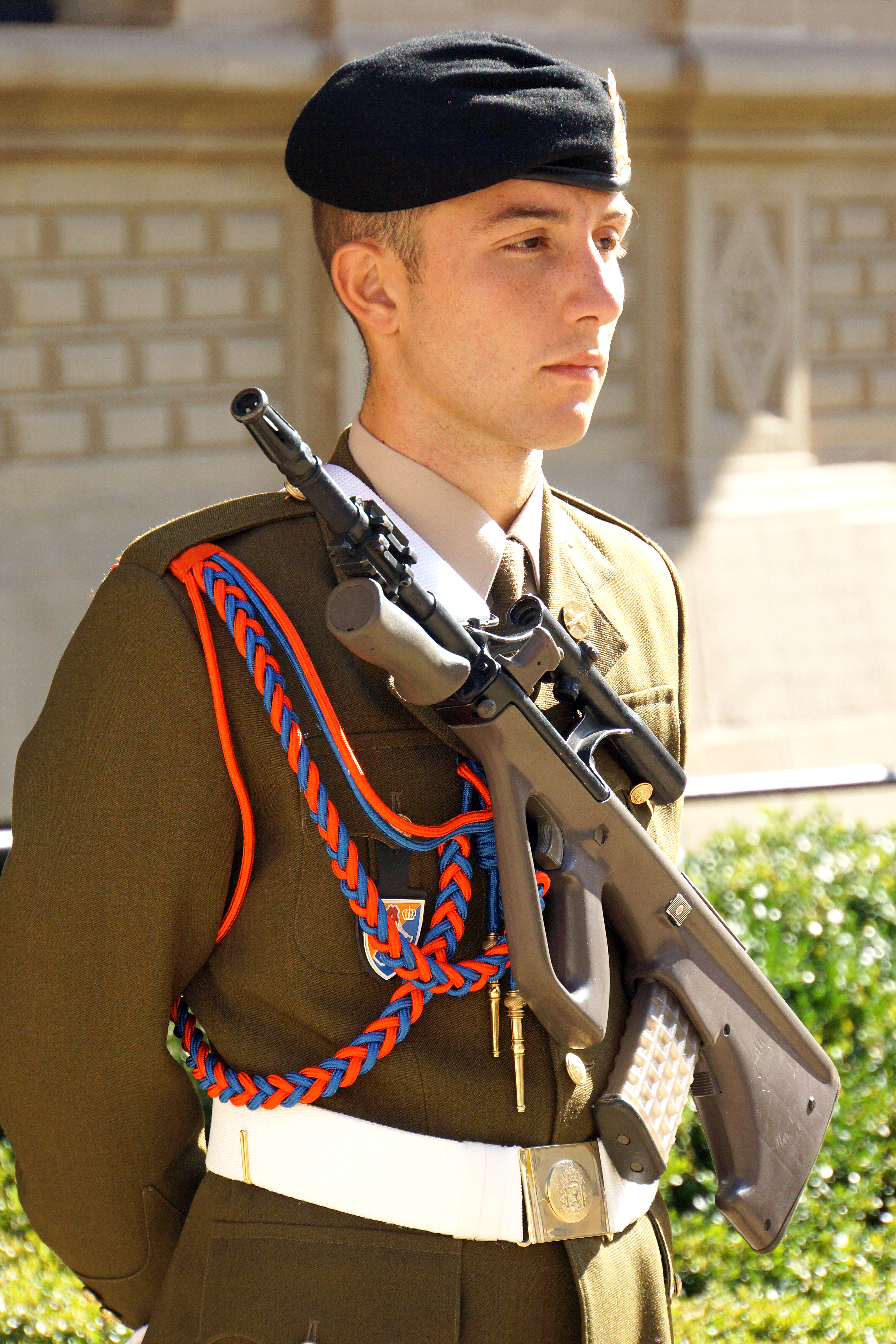
Un Garde du Palais grand-ducal luxembourgeois armé d'un AUG A1

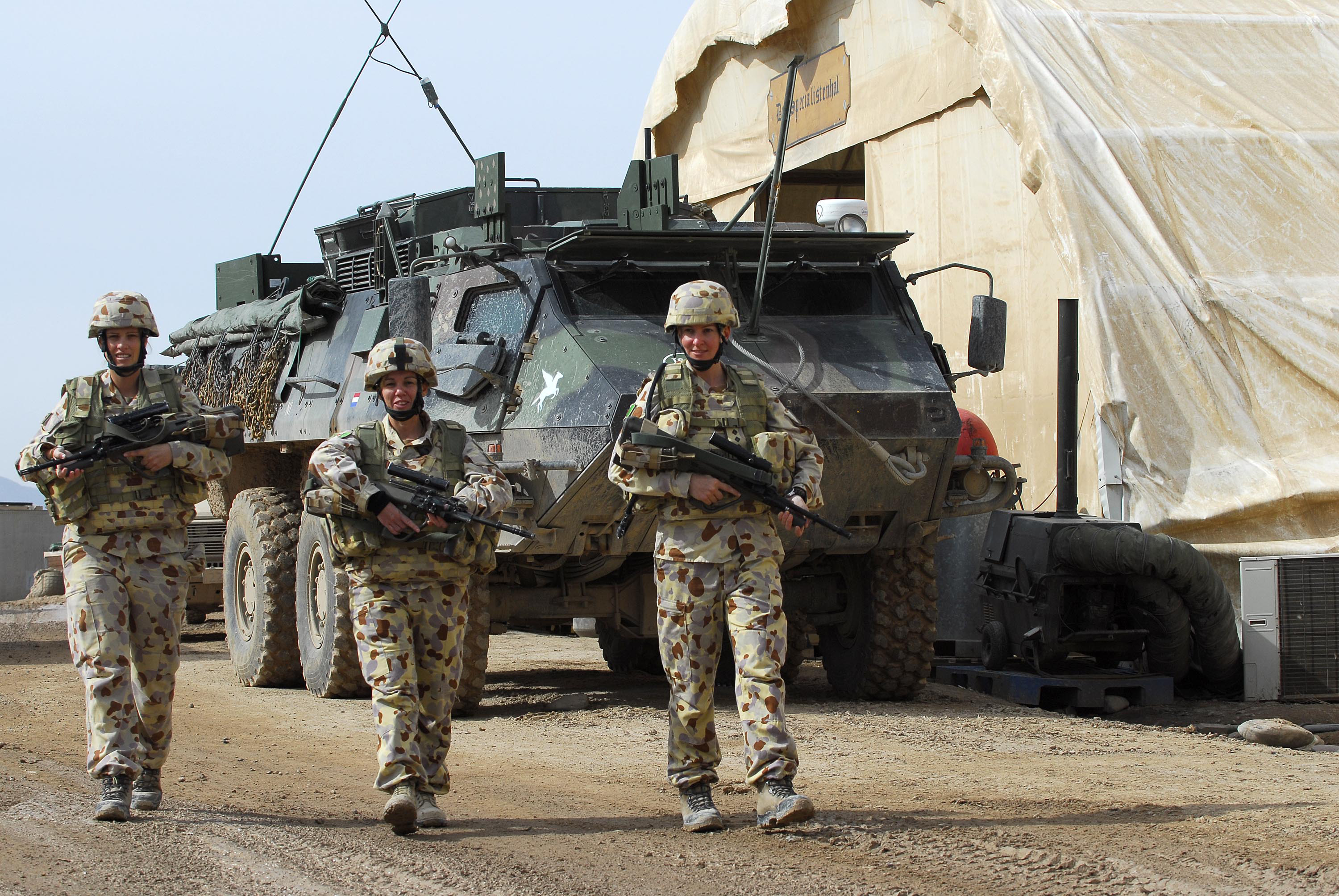
Trois soldates australiennes armées de F88 patrouillant pendant la Guerre d'Afghanistan (2001-2014). Elles sont appuyées par un Patria Pasi des Forces armées néerlandaises.

- Algérie: Utilisé par le Détachement spécial d'intervention.
- Arabie saoudite: l'armée saoudienne
- Argentine: Forces armées argentines pour remplacer le M16A2.
- Australie: Entrée en service des F88 en 1989 en tant que nouvelle arme de la Australian Defence Force. Remplacé à partir de 2015 par une nouvelle version : le Thales F90, nommée localement Enhanced F88 (EF88)[3].
- Autriche: Arme de service standard du Bundesheer. Également utilisé par GEK Cobra. L'AUG SA est en service dans la Bundespolizei.
- Belgique: Forces de Police et Administration des douanes et accises
- Bolivie:
- Bulgarie: Utilisé par les unités anti-terroristes uniquement.
- Cameroun:
- Croatie: Utilisé par les forces spéciales croates.
- Djibouti:
- Équateur:
- États-Unis:
- Gambie:
- Îles Malouines: Force de défense des Îles Malouines
- Indonésie:
- Irlande:
- Italie:
- Luxembourg: Les 900 personnels de l'armée luxembourgeoise sont dotés des Steyr AUG et AUG HBAR depuis 1996 en remplacement des FN FAL/FALO.
- Malaisie:
- Maroc:
- Nouvelle-Zélande: Entrée en service d'AUG A1 puis de F88 en 1989 en tant que nouvelle arme de la New Zealand Defence Force.
- Oman:
- Pakistan:
- Papouasie-Nouvelle-Guinée:
- Pays-Bas:
- Philippines:
- Pologne: GROM, groupe de force spéciale
- Serbie:
- Taïwan:
- Tunisie: Arme de service standard de l'Armée tunisienne, Entrée en service depuis 1978 d'AUG A1 puis les versions les plus récentes A2 et A3 chez les Forces Spéciales Tunisiennes.
- Uruguay:

### Utilisateurs des AUG SMG ou P
- Autriche: Arme de service standard de la police urbaine puis de Bundespolizei sous le nom de MPi 88 (Abréviation de pistolet-mitrailleur Modèle 1988).

## Apparition dans les œuvres de fiction
Selon la page Steyr AUG du site internet IMFDB :
- Falcon l’utilise dans City Hunter Bay City War
- L'arme est visible dans la scène à Venise du film Nikita mais aussi dans un des épisodes de la série Rex.
- Il est aussi utilisé par les forces spéciales autrichiennes dans le film Nid de guêpes (2001) de Florent Emilio Siri.
- Arme utilisable dans les séries de jeux vidéo :
  - Tom Clancy's Rainbow Six ;
  - Battlefield ;
  - Call of Duty ;
  - Jagged Alliance
- Le AUG A1, AUG A1 dans sa version noire et le AUG A3 sont des armes utilisables dans le jeu en ligne Combat Arms.
- On peut voir aussi l'arme dans le troisième opus de la série Syphon Filter. Elle apparaît aussi dans Syphon Filter: The Omega Strain (deux versions : Mod Smg et H-Bar) et dans Dark Mirror (seulement le H-Bar).
- Arme disponible dans le jeu Hitman
- Arme disponible dans le jeu Predator 2
- Arme disponible dans le jeu Counter Strike, sous le nom de Bullpup et dans Counter Strike Global Offensive, sous le nom AUG
- Elle est l'arme du Gouverneur dans la série The Walking Dead lors de l'attaque de la prison (saison 3)
- Elle est aussi présente dans le film Piège de cristal, le terroriste nommé Karl l'utilise tout au long du film.
- Elle est également visible dans le film Harley-Davidson and the Marlboro Man (1991) dans la scène de fusillade dans le cimetière d'avions.
- Dans le film Underworld, premier du nom, on peut en apercevoir quelques-uns au fond de la planque où Selen amène Mickael.
- Utilisé par les experts Autrichiens dans l'Expérience de Graz (STG 77)
- Arme disponible dans Metal Gear Solid 3, ceci constitue un anachronisme puisque le jeu se finit en 1968.
- Arme utilisable dans le jeu Metal Gear Solid: Peace Walker portant le nom de SUG.
- Arme utilisable aussi dans le jeu PC Alliance of Valiant Arms.
- Arme utilisable dans le jeu Fortnite sous le nom de Burst Assault Rifle
- Arme utilisable aussi dans le jeu PC Vampire: The Masquerade - Bloodlines.
- Arme utilisable dans le jeu PC War Rock
- On peut trouver un aperçu de l'arme dans les fichiers textures de la démo jouable de Supreme Ruler 2020
- Arme utilisable dans le jeu 007: Quantum of Solace sous le nom de Drone A3
- L'Aug A3 est disponible dans le jeu Jagged Alliance : Back in Action. Elle apparait sous le nom de STG 77.
- L'Aug A3 est disponible dans le jeu Jagged Alliance 2: Unfinished Business, avec l'extension Close Quarters
- L'Aug A3 est disponible dans le jeu Ironsight.
- L'arme est utilisable et modifiable dans le jeu Army of Two et dans la série Police Quest
- L'arme est visible dans le film Le Transporteur dans la scène d'attaque de la maison de Frank au début.
- Arme utilisable dans le jeu Wolfteam sous le nom d'"AUZ A2/A3 Covra"
- Arme utilisable dans le jeu Boiling Point: Road to Hell. Elle est également présente sur la jaquette du jeu.
- Arme préférée de Angelica dans le manga Gunslinger Girl.
- Arme utilisable dans le jeu pc Operation 7
- Arme utilisable dans le jeu Payday 2
- arme trouvable en version A1 dans les crashs d'hélicoptères du jeu DayZ, elle sera bientôt disponible en version A3 lors de prochaines mise à jour
- Arme visible brièvement dans les mains de Al dans le film Deadpool
- Arme utilisable dans les jeux PlayerUnknown's Battlegrounds et Radical Heights
- Arme utilisable dans le jeu Critical OPS, équipée d'un silencieux.

- Arme présente dans le jeu Call of Duty: Black Ops (premier du nom) et plus récemment dans Fortnite en version rafale de 3 coups.
- Arme présente dans le jeu: Tom Clancy's: Rainbow Six Siege sous sa version AUG A2 (coup par coup, rafale de 3 coups, rafale illimitée)
- Arme présente dans le jeu: Call of Duty: Modern Warfare (2019) sous sa version AUG A3 (coup par coup, rafale de 3 coups, rafale illimitée)
- Arme présente et utilisable dans le jeu : Call of Duty: Modern Warfare 2 [2009] (et dans sa réédition Call of Duty: Modern Warfare 2 Campaign Remastered [2020]) sous le nom de AUG HBAR.